# Puerto Colombia (Guainía)
Puerto Colombia es un área no municipalizada colombiana del departamento de Guainía, ubicada a 186 km por vía fluvial de Inírida, capital del departamento. Está compuesta por los siguientes centros poblados: Puerto Colombia, Berrocal y San José. Limita por el norte con la capital departamental, Inírida, y con Cacahual, al sur con Pana Pana, Brasil y San Felipe, y al este con Maroa, en Venezuela.
Fue creado en 1971. En su territorio está la reserva nacional natural Puinawai, y cuenta con dos resguardos indígenas. Pertenece al círculo notarial, a la oficina seccional de registro y al circuito judicial de Inírida.
En 2019 hubo un intento de transición de las ANM de San Felipe, Pana Pana, Puerto Colombia a municipio con cabecera en San Felipe, pero la comunidad de los centros poblados implicados votó en contra en una consulta popular.